# Comité français des tests logiciels
Pour les articles homonymes, voir CFTL.
Le Comité français des tests logiciels (CFTL) est un organisme français qui représente le métier du test logiciel et travaille sur les normes de ce métier. 
Il correspond à l'ISTQB anglais, qui édite des normes et propose des certifications. Le CFTL lui-même organise des passages de la certification ISTQB. Des consultants en qualification logicielle ou des entreprises peuvent être adhérents au CFTL.